# Milhosť
Milhosť es un municipio del distrito de Košice-okolie en la región de Košice, Eslovaquia, con una población estimada a final del año 2024 de 402 habitantes.
Se encuentra ubicado en el centro de la región, en la cuenca hidrográfica del río Sajó (afluente derecho del Tisza) y cerca de la frontera con la región de Prešov y con Hungría.

## Demografía
| Año        | 1994 | 2004    | 2014    | 2024    |
| ---------- | ---- | ------- | ------- | ------- |
| Población  | 355  | 373     | 389     | 402     |
| Diferencia |      | +5,07 % | +4,28 % | +3,34 % |

| Año        | 2023 | 2024    |
| ---------- | ---- | ------- |
| Población  | 387  | 402     |
| Diferencia |      | +3,87 % |